# Thysochromis annectens
Thysochromis annectens är en fiskart som först beskrevs av Boulenger, 1913.  Thysochromis annectens ingår i släktet Thysochromis och familjen Cichlidae. Inga underarter finns listade i Catalogue of Life.